# USS LST-421
O USS LST-421 foi um navio de guerra norte-americano da classe LST que operou durante a Segunda Guerra Mundial.